# ميثين تشاودري
ميثن تشاودري (Mithun Chowdhury Mithun) لاعب كرة قدم من بنغلاديش، يلعب في مركز المهاجم لنادي شيخ روسيل ولمنتخب بنغلاديش لكرة القدم. ولد في 10 شباط عام 1989

## مسيرته
كان أول ظهور دولي له في عام 2009، حيث قاد فريق تحت-23 في الألعاب الأولمبية الصيفية 2012 أمام الكويت. كما أنه أحرز هدفاً في النصف الثاني من مباراة أمام لبنان في كأس العالم 2014 في دكا عاصمة بنغلاديش كسر به جمود المباراة، حيث فاز فريقه بهدفين مقابل لا هدف. أحرز ميثن 5 أهداف في مباراة واحدة لنادي شيخ روسيل مقابل نادي أوتار بريدار في دوري بنغلاديش الممتاز 2013-14.